# 巴尔特
巴尔特（德語：Barth，發音：[baːɐ̯t] ⓘ）是德国梅克伦堡-前波美拉尼亚州前波美拉尼亚-吕根县的城市，面积41.18平方千米，2023年12月31日人口为8,681人。